# Стеревнево
Стеревнево — деревня в Усвятском районе Псковской области России. Входит в состав Усвятской волости.

## География
Находится на юге региона, в северной части района, в 25 км к северу от райцентра Усвяты, в лесной местности, на реке Комля.
Уличная сеть
ул. Лесная, ул. Речная и ул. Садовая.

## Население
| 2001 | 2002 | 2010 |
| ---- | ---- | ---- |
| 21   | ↗164 | ↗166 |

## История
С января 1995 до апреля 2015 года деревня входила в состав ныне упразднённой Калошинской волости в качестве её административного центра.

## Инфраструктура
Действовал с 1929 года колхоз «Рассвет».
МБОУ «Стеревневская основная общеобразовательная школа». С 1895 года действовала церковноприходская школа, в которой было три класса, с 1917 г. — и четвёртый, в 1932 году открыты 5-й и 6-й классы. С 1936 года Стеревневская школа стала семилетней, а с 1963 — восьмилетней.
Почтовое отделение 182574.

## Транспорт
Просёлочные дороги.